# Monocentrus subgibbus
Monocentrus subgibbus är en insektsart som beskrevs av Boulard 1971. Monocentrus subgibbus ingår i släktet Monocentrus och familjen hornstritar. Inga underarter finns listade i Catalogue of Life.